# Championnat d'Ukraine de football 2017-2018
Navigation
2016-2017 2018-2019
La saison 2017-2018 de Premier-Liha est la vingt-septième édition de la première division ukrainienne. Les douze équipes participantes sont d'abord regroupées au sein d'une poule unique où elles s'affrontent à deux reprises, à domicile et à l'extérieur, avant d'être divisées en deux groupes entre les six premiers et les six derniers. En fin de saison, le dernier au classement est relégué et remplacé par le vainqueur de la Persha Liga tandis que le onzième et le dixième affrontent le deuxième et le troisième de la deuxième division dans le cadre de barrages aller-retour.
Cinq billets sont décernés pour les compétitions européennes que sont la Ligue des champions et la Ligue Europa : les deux premiers du classement final joueront la Ligue des champions, alors que le vainqueur de la Coupe d'Ukraine, le troisième et le quatrième du classement participeront à la Ligue Europa. À la suite de la victoire du Chakhtar Donetsk en Coupe d'Ukraine, la place qualificative allouée à cette compétition est reversée au championnat, dont le cinquième est ainsi également qualifié pour la Ligue Europa.
Le Chakhtar Donetsk, tenant du titre, remporte cette édition de la compétition, décrochant son onzième titre de champion d'Ukraine. Il est suivi par le Dynamo Kiev tandis que le Vorskla Poltava termine à la troisième place. Ces deux premiers clubs se qualifient ainsi pour la Ligue des champions tandis que le dernier obtient une place pour la Ligue Europa, accompagné par le Zorya Louhansk et le FK Marioupol qui ont respectivement fini quatrième et cinquième du championnat.
À l'autre bout du classement, le Stal Kamianske termine à la dernière place du classement et est directement relégué en deuxième division. Les deux clubs barragistes sont le Zirka Kropyvnytsky et le Tchornomorets Odessa, qui sont tous les deux vaincus respectivement par le Desna Tchernihiv et le FK Poltava au cours de ces barrages, et finissent également par être relégués à l'issue de la saison. Enfin, le Veres Rivne, sixième du championnat, quitte également la compétition à l'issue de la saison au profit d'une fusion avec le FK Lviv, club de troisième division, qui prend sa place pour la saison 2018-2019.

## Participants
Un total de douze équipes participent au championnat, dix d'entre elles étant déjà présentes la saison précédente, auxquelles s'ajoutent deux promus de deuxième division que sont le FK Marioupol et le Veres Rivne qui remplacent les relégués Dnipro et le Volyn Lutsk.
Parmi ces clubs, deux d'entre eux n'ont jamais quitté le championnat depuis sa fondation en 1992 : le Chakhtar Donetsk et le Dynamo Kiev. En dehors de ceux-là, le Vorskla Poltava évolue continuellement dans l'élite depuis 1996 tandis que le Zorya Louhansk et le Karpaty Lviv sont quant à eux présents depuis 2006, et le Tchornomorets Odessa depuis 2011.
| \| Chakhtar Chornomorets Dynamo Marioupol Oleksandriïa Karpaty Stal K. Olimpik Rivne Vorskla Zirka Zorya \| Localisation des clubs engagés dans le championnat. |
| Chakhtar Chornomorets Dynamo Marioupol Oleksandriïa Karpaty Stal K. Olimpik Rivne Vorskla Zirka Zorya                                                           |

Légende des couleurs
- Phase de groupes de la Ligue des champions 2017-2018
- Troisième tour de qualification de la Ligue des champions 2017-2018
- Tour de barrages de la Ligue Europa 2017-2018
- Troisième tour de qualification de la Ligue Europa 2017-2018
- Promu de Persha Liha

| Club                 | Dernière montée | Classement 2016-2017 | Entraîneur             | Stade                   | Capacité théorique |
| -------------------- | --------------- | -------------------- | ---------------------- | ----------------------- | ------------------ |
| Chakhtar Donetsk     | 1992            | 1                    | Paulo Fonseca          | Stade Metalist          | 40 003             |
| Dynamo Kiev          | 1992            | 2                    | Aliaksandr Khatskevich | Stade olympique de Kiev | 70 050             |
| Zorya Louhansk       | 2006            | 3                    | Yuriy Vernydub         | Slavutych-Arena         | 12 000             |
| Olimpik Donetsk      | 2014            | 4                    | Roman Sanzhar          | Stade Dynamo Lobanovski | 16 873             |
| FK Oleksandriïa      | 2015            | 5                    | Volodymyr Sharan       | CSC Nika Stadium        | 7 000              |
| Tchornomorets Odessa | 2011            | 6                    | Kostyantyn Frolov      | Stade Tchernomorets     | 34 164             |
| Vorskla Poltava      | 1996            | 7                    | Vasyl Sachko           | Stade Vorskla           | 24 750             |
| Stal Kamianske       | 2015            | 8                    | Nikolay Kostov         | Stade Meteor            | 24 381             |
| Zirka Kropyvnytsky   | 2016            | 9                    | Roman Monaryov         | Stade Zirka             | 13 667             |
| Karpaty Lviv         | 2006            | 10                   | Oleh Boychyshyn        | Stade Ukraina           | 28 051             |
| FK Marioupol         | 2017            | 1 (D2)               | Oleksandr Babych       | Stade Volodymyr-Boïko   | 12 680             |
| Veres Rivne          | 2017            | 3 (D2)               | Andriy Demchenko       | Arena Lviv              | 34 915             |

1. 1 2  On ne peut pas exactement parler de promotion pour ces clubs puisqu'ils ont directement rejoint la Premier-Liga dès 1992, date de création de ce championnat. Depuis cette date, ils n'ont jamais connu de relégation.

## Compétition

### Règlement
Calcul des points :
- 3 points pour une victoire ;
- 1 point pour un match nul ;
- 0 point pour une défaite.

En cas d'égalité de points, les critères suivants sont appliqués :
- Différence de buts générale ;
- Nombre de buts marqués ;
- Points particuliers ;
- Différence de buts particulière ;
- Nombre de buts marqués en confrontations directes ;
- Tirage au sort.